# Javier Margas
Javier Luciano Margas Loyola (Santiago del Cile, 10 maggio 1969) è un ex calciatore cileno.

## Carriera

### Club
Debutta nel 1989 nel Colo-Colo, la squadra più titolata del Cile, vincendo 3 campionati consecutivi (1989, 1990, 1991), la Coppa Libertadores 1991 e la Recopa Sudamericana 1991. Nel 1992 vince anche la Coppa Interamericana, e nel 1995 viene acquistato dai messicani del Club América, dove però non trova posto e gioca solo 9 partite riuscendo comunque ad andare a segno.
Nel 1996 torna al Colo-Colo, ma ci rimane per breve tempo prima di passare all'Universidad Católica, dove vince il titolo di Apertura 1997. Nel 1998 si trasferisce alla sua unica squadra europea, il West Ham United, dove gioca 24 partite segnando 1 gol. Si ritira nel 2001 a 32 anni. Margas è anche conosciuto per le sue bizzarre tinte dei capelli (una volta tinti dei colori della bandiera nazionale).

### Nazionale
Con la nazionale di calcio cilena Margas ha giocato 63 volte, segnando 6 gol e partecipando a svariate competizioni internazionali, tra cui i mondiali di Francia 1998.

## Palmarès

### Competizioni nazionali
- Campionato cileno: 5

Colo Colo: 1989, 1990, 1991, 1993
Universidad Catolica: Apertura 1997

### Competizioni internazionali
- Coppa Libertadores: 1

Colo Colo: 1991
- Recopa Sudamericana: 1

Colo Colo: 1992
- Coppa Interamericana: 1

Colo Colo: 1991